# Adana

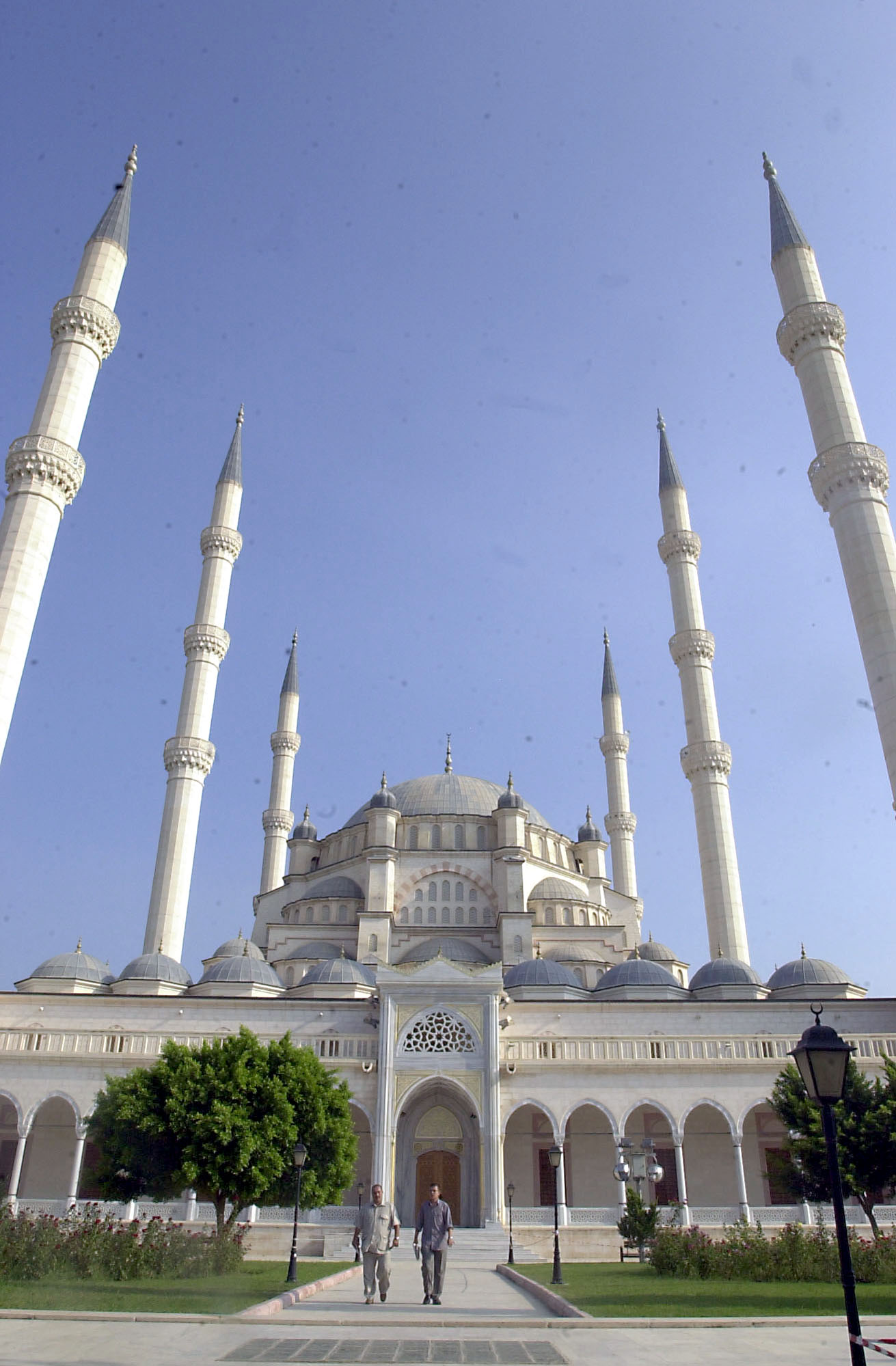
Meczet Sabancı

Adana – miasto w Azji, w południowej Turcji nad rzeką Seyhan, ośrodek administracyjny ilu Adana.
Adana to ośrodek przemysłowo-handlowy (tekstylia) w regionie uprawy bawełny i pszenicy oraz węzeł drogowy.
Znajduje się tam stacja kolejowa Adana, port lotniczy i uniwersytet.
Wiele zabytków starożytnych (m.in. most rzymsko-bizantyjski z II w.) i liczne meczety. W pobliżu miasta wykopaliska hetyckie.
- Adana lotnisko
- Adana miasto. adana01.org. [zarchiwizowane z tego adresu (2010-06-30)].
- Adana Przewodnik miasta

## Miasta partnerskie
- Izrael: Beer Szewa
- Arabia Saudyjska: Dżudda
- Hiszpania: Kordoba
- Włochy: Livorno
- Rosja: Petersburg
- Macedonia Północna: Skopje
- Kazachstan: Szymkent
- Mongolia: Ułan Bator